# Sahnewal
Sahnewal is een nagar panchayat (plaats) in het district Ludhiana van de Indiase staat Punjab. 

## Demografie
Volgens de Indiase volkstelling van 2001 wonen er 17.248 mensen in Sahnewal, waarvan 54% mannelijk en 46% vrouwelijk is. De plaats heeft een alfabetiseringsgraad van 61%.

## Bekende inwoners van Sahnewal

### Geboren
- Sunny Deol (1956), acteur